# Cymbula
Cymbula H. & A. Adams, 1854 è un genere di molluschi gasteropodi marini della famiglia Patellidae.

## Tassonomia
Il genere comprende le seguenti specie:
- Cymbula adansonii (Dunker, 1853)
- Cymbula canescens (Gmelin, 1791)
- Cymbula compressa (Linnaeus, 1758)
- Cymbula depsta (Reeve, 1855)
- Cymbula granatina (Linnaeus, 1758)
- Cymbula miniata (Born, 1778)
- Cymbula oculus (Born, 1778)
- Cymbula safiana (Lamarck, 1819)
- Cymbula sanguinans (Reeve, 1854)

Specie in seguito indicate come sinonimi
- Cymbula nigra (da Costa, 1771): sinonimo di Cymbula safiana (Lamarck, 1819)